# 曲瓦乡
曲瓦乡，是中华人民共和国甘肃省甘南藏族自治州舟曲县下辖的一个乡镇级行政单位。

## 行政区划
曲瓦乡下辖以下地区：
城马村、缠藏村、架然村、头沟坝村、拜藏村、宵藏村和水泉村。